# Ve jménu otce
Ve jménu otce (v anglickém originále In the Name of the Father) je životopisný dramatický film z roku 1993, jehož režie se ujal Jim Sheridan. Film se zabývá případem tzv. Guilfordské čtyřky, ve kterém byli čtyři lidé falešně odsouzeni za bombové útoky na hospodu v Guilfordu v roce 1974. Scénář byl adaptovaný Terrym Georgem a Jimem Sheridanem z autobiografie The Story of Gerry Conlon of the Guildford Four od Gerryho Conlona.

## Děj
Gerry Conlon je malý zlodějíček z Belfastu, který se živí krádežemi olova. S ohledem na problematickou minulost a potyčky s členy IRA odjíždí do Londýna. Po návratu do Belfastu se náhodou se zaplete do roztržky mezi britskou policií a civilisty. Spolu s dalšími třemi domnělými pachateli je zatčen, vyslýchán a neprávem obviněn s výbuchu v hospodě v britském Guillfordu. Mezi zatčenými je také jeho otec Giuseppe, který po několika letech strádání ve vězení umírá. Případu se ujímá mladá ambiciózní vyšetřovatelka Gareth Pierceová, které se podaří shromáždit důkazy o Conlonově nevině. Po čtrnácti letech vězení a nezvratných důkazech o blamáži britských tajných služeb je Conlon omilostněn a propuštěn.

## Ocenění
Film získal sedm nominací na cenu Oscar, včetně kategorie nejlepší mužský herecký výkon v hlavní roli pro Daniela Day-Lewise, nejlepší mužský herecký výkon ve vedlejší roli pro Peta Postlethwaiteho, nejlepší ženský herecký výkon ve vedlejší roli pro Emmu Thompson a nejlepší režisér a nejlepší film.

## Obsazení
- Daniel Day-Lewis jako Gerry Conlon
- Pete Postlethwaite jako Patrick "Giuseppe" Conlon
- Emma Thompson jako Gareth Peirce
- John Lynch jako Paul Hill
- Corin Redgrave jako inspektor Robert Dixon
- Beatie Edney jako Carole Richardson
- John Benfield jako vedoucí PO Barker
- Paterson Joseph jako Benbay
- Marie Jones jako Sarah Conlon
- Gerard McSorley jako detektiv Pavis
- Frank Harper jako Ronnie Smalls
- Mark Sheppard jako Paddy Armstrong
- Don Baker jako Joe McAndrew
- Tom Wilkinson jako obhájce

## Přijetí

### Tržby
Film vydělal přes 25 milionů dolarů ve Spojených státech a 40 milionů dolarů v dalších oblastech. Celkově tak film vydělal přes 65,7 milionů dolarů.
Premiéru ve Spojených státech měl 31. prosince 1993 a za první víkend vydělal ze 4 kin přes 109 tisíc dolarů. Dne 25. února 1994 byl rozšířen a promítán v 669 kinech a za první víkend vydělal 1,9 milionů dolarů.

### Ocenění a nominace
| Ocenění                                           | Kategorie                                      | Nominovaní                                                                     | Výsledek  |
| ------------------------------------------------- | ---------------------------------------------- | ------------------------------------------------------------------------------ | --------- |
| AACTA International Awards                        | Nejlepší zahraniční film                       | Jim Sheridan                                                                   | nominace  |
| ACE Eddie                                         | Nejlepší střih (drama)                         | Jim Sheridan                                                                   | nominace  |
| Boston Society of Film Critics Awards             | Nejlepší mužský herecký výkon v hlavní roli    | Daniel Day-Lewis                                                               | vítězství |
| Ceny BAFTA                                        | Nejlepší adaptovaný scénář                     | Jim Sheridan                                                                   | nominace  |
| Ceny BAFTA                                        | Nejlepší adaptovaný scénář                     | Terry George                                                                   | nominace  |
| Ceny BAFTA                                        | Nejlepší mužský herecký výkon v hlavní roli    | Daniel Day-Lewis                                                               | nominace  |
| Dallas-Fort Worth Film Critics Association Awards | Nejlepší film                                  |                                                                                | nominace  |
| Donatellův David                                  | Nejlepší zahraniční herec                      | Daniel Day-Lewis                                                               | nominace  |
| Donatellův David                                  | Nejlepší zahraniční film                       | Jim Sheridan                                                                   | vítězství |
| Evropská filmová cena                             | Evropský film roku                             | Jim Sheridan                                                                   | nominace  |
| Evening Standard British Film Awards              | Nejlepší film                                  | Jim Sheridan                                                                   | vítězství |
| Humanitas Prize                                   | Nejlepší film                                  | Terry George                                                                   | nominace  |
| Humanitas Prize                                   | Nejlepší film                                  | Jim Sheridan                                                                   | nominace  |
| Kansas City Film Critics Circle Awards            | Nejlepší ženský herecký výkon ve vedlejší roli | Emma Thompsonová                                                               | vítězství |
| Los Angeles Film Critics Association Awards       | Nejlepší mužský herecký výkon v hlavní roli    | Daniel Day-Lewis                                                               | 2. místo  |
| Mezinárodní filmový festival v Berlíně            | Zlatý medvěd                                   | Jim Sheridan                                                                   | vítězství |
| Nastro d'Argento                                  | Evropská stříbrná stuha                        |                                                                                | nominace  |
| National Board of Review                          | Nejlepších deset filmů                         |                                                                                | vítězství |
| Národní společnost filmových kritiků              | Nejlepší mužský herecký výkon v hlavní roli    | Daniel Day-Lewis                                                               | 2. místo  |
| New York Film Critics Circle Awards               | Nejlepší mužský herecký výkon v hlavní roli    | Daniel Day-Lewis                                                               | 3. místo  |
| Oscar                                             | Nejlepší film                                  |                                                                                | nominace  |
| Oscar                                             | Nejlepší režie                                 | Jim Sheridan                                                                   | nominace  |
| Oscar                                             | Nejlepší adaptovaný scénář                     | Jim Sheridan                                                                   | nominace  |
| Oscar                                             | Nejlepší adaptovaný scénář                     | Terry George                                                                   | nominace  |
| Oscar                                             | Nejlepší mužský herecký výkon v hlavní roli    | Daniel Day-Lewis                                                               | nominace  |
| Oscar                                             | Nejlepší mužský herecký výkon ve vedlejší roli | Pete Postlethwaite                                                             | nominace  |
| Oscar                                             | Nejlepší ženský herecký výkon ve vedlejší roli | Emma Thompson                                                                  | nominace  |
| Oscar                                             | Nejlepší střih                                 | Gerry Hambling                                                                 | nominace  |
| Producers Guild of America Awards                 | Nejlepší producent (film)                      | Jim Sheridan                                                                   | nominace  |
| Political Film Society Awards                     | Odhalení                                       | Odhalení                                                                       | vítězství |
| Political Film Society Awards                     | Lidská práva                                   | Lidská práva                                                                   | nominace  |
| Political Film Society Awards                     | Mír                                            | Mír                                                                            | nominace  |
| Writers Guild of America Awards                   | Nejlepší přizpůsobený scénář                   | Jim Sheridan                                                                   | nominace  |
| Writers Guild of America Awards                   | Nejlepší přizpůsobený scénář                   | Terry George                                                                   | nominace  |
| Golden Globe Awards                               | Nejlepší film (drama)                          |                                                                                | nominace  |
| Golden Globe Awards                               | Nejlepší mužský herecký výkon (drama)          | Daniel Day-Lewis                                                               | nominace  |
| Golden Globe Awards                               | Nejlepší ženský herecký výkon ve vedlejší roli | Emma Thompson                                                                  | nominace  |
| Golden Globe Awards                               | Nejlepší filmová píseň                         | Bono, Gavin Friday a Maurice Seezer (za „You Made Me the Thief of Your Heart“) | nominace  |